# Jacob van Moscher
Jacob van Moscher (* um 1615 wahrscheinlich in Haarlem; † nach 1655 ebenda), Künstlername I. van Moscher, war ein holländischer Maler.

## Leben
Van Moscher war ein Landschaftsmaler, über dessen Herkunft und Leben nur wenig bekannt ist. Seine vergleichsweise wenigen Bilder zeigen Einflüsse von Jan van Goyen, Pieter de Molyns und Cornelis Vroom. Er war ein guter Freund der Malerbrüder Adriaen und Isaac van Ostade, die oftmals die figürliche Staffage auf seinen Bildern gemalt haben.

## Werke (Auswahl)
- Abendliche Flachlandschaft mit rastenden Bauern (Berlin, Privatbesitz)
- Straße neben hohen Bäumen (zugeschrieben, Leipzig, Museum der bildenden Künste)
- Straße in der Nähe eines Bauernhofes (London, Dulwich Picture Gallery)
- Landschaft mit Bauernhütten (Nürnberg, Germanisches Nationalmuseum)
- Dünenlandschaft mit Bauernhäusern (Tübingen, Sammlung Müller)
- Landschaft mit Bauernhof am Dünenrand (Enschede, Rijksmuseum Twenthe)